# Ołeh Jermak
Ołeh Wasylowycz Jermak, ukr. Олег Васильович Єрмак (ur. 9 marca 1986 w Ochtyrce, w obwodzie sumskim) – ukraiński piłkarz grający na pozycji bocznego obrońcy, a wcześniej pomocnika. Występuje w mołdawskiej Zarei Bielce. Jest zawodnikiem prawonożnym.

## Kariera piłkarska

### Kariera klubowa
Wychowanek klubu Naftowyk Ochtyrka. W 2002 roku rozpoczął karierę piłkarską w Szachtarze Donieck, gdzie występował w trzeciej i drugiej drużynie donieckiego klubu. W 2007 został wypożyczony do Arsenału Kijów, a potem do rosyjskiego Nosty Nowotroick. W latach 2008–2009 grał na wypożyczeniu w Zorii Ługańsk. W październiku 2009 przeszedł do Krymtepłyci Mołodiżne. W czerwcu 2010 był na testach w Tawrii Symferopol. Na początku 2011 zasilił skład FK Ołeksandrija, a na początku stycznia 2012 opuścił klub z Aleksandrii. W lipcu 2012 powrócił do klubu Naftowyk-Ukrnafta Ochtyrka. 22 czerwca 2014 roku przeszedł do mołdawskiego FC Tiraspol. W marcu 2016 roku zasilił skład Kołosu Kowaliwka. 21 czerwca tego samego roku podpisał kontrakt z Zareą Bielce.

### Kariera reprezentacyjna
W latach 2001–2005 występował w juniorskich reprezentacjach Ukrainy U-17 i U-19.

## Sukcesy i odznaczenia

### Sukcesy klubowe
- finalista Pucharu Ukrainy: 2006/2007
- mistrz Perszej Lihi: 2010/2011
- mistrz Druhej Lihi: 2015/2016
- finalista Pucharu Mołdawii: 2016/2017